# Anna May Wong
Wong Liu Tsong (3 de enero de 1905 – 3 de febrero de 1961), conocida profesionalmente como Anna May Wong, fue una actriz estadounidense, considerada la primera estrella de cine sinoestadounidense en Hollywood, así como la primera actriz sinoestadounidense en obtener reconocimiento internacional. Su variada carrera abarcó en cine mudo, cine sonoro, televisión, teatro, y radio.
Nacida en Los Ángeles, de padres sinoestadounidenses de origen toisaneses de segunda generación, Wong se aficionó al cine y a los 11 años decidió que sería actriz. Su primer papel fue como extra en la película The Red Lantern (1919). Durante la época del cine mudo, actuó en The Toll of the Sea (1922), una de las primeras películas en color, y en la película protagonizada por Douglas Fairbanks El ladrón de Bagdad (1924). Wong se convirtió en un icono de la moda y alcanzó la fama internacional en 1924. Wong fue una de las primeras en adoptar el look flapper. En 1934, la Mayfair Mannequin Society de Nueva York la eligió como "la mujer mejor vestida del mundo".  En las décadas de 1920 y 1930, Wong fue aclamada como uno de los principales iconos de la moda.
Frustrada por los estereotipados papeles secundarios que interpretaba con disgusto en Hollywood, Wong se marchó a Europa en marzo de 1928, donde protagonizó varias obras de teatro y películas notables, entre ellas Piccadilly (1929). Pasó la primera mitad de la década de 1930 viajando entre Estados Unidos y Europa para trabajar en cine y teatro. Wong participó en películas de la primera época del cine sonoro, y llegó a aparecer en Daughter of the Dragon (1931), con Marlene Dietrich en El expreso de Shanghai (1932), de Josef von Sternberg, Java Head (1934) e Daughter of Shanghai (1937).
En 1935, Wong sufrió la mayor decepción de su carrera, cuando la Metro-Goldwyn-Mayer se negó a tenerla en cuenta para el papel protagonista del personaje chino O-Lan en la versión cinematográfica de La buena tierra, de Pearl S. Buck. En su lugar, MGM eligió a Luise Rainer para el papel protagonista en yellowface. Un biógrafo cree que la elección se debió a las normas del Código Hays contra el mestizaje, que exigían que la esposa de un actor blanco, Paul Muni (que irónicamente interpretaba a un personaje chino en yellowface) fuera interpretada por una actriz blanca. Pero el Código Hays de 1930–1934 de la Motion Picture Producers and Distributors of America insistía únicamente en que "el mestizaje (relación sexual entre las razas blanca y negra) estaba prohibido" y no decía nada sobre otros matrimonios interraciales. Otros biógrafos no han corroborado esta teoría, como en Anna May Wong: Performing the Modern, de la historiadora Shirley Jennifer Lim. La MGM probó a Wong para el papel secundario de Lotus, la seductora, pero no está claro si rechazó el papel por principios o si fue rechazada.
Wong pasó el año siguiente recorriendo China, visitando el pueblo ancestral de su familia, estudiando la cultura china y documentando la experiencia en una época en la que había pocas directoras destacadas en Hollywood.
A finales de la década de 1930, protagonizó varias películas de serie B para Paramount Pictures, en las que retrataba a chinos y chino-estadounidenses de forma positiva.
Prestó menos atención a su carrera cinematográfica durante la Segunda Guerra Mundial, cuando dedicó su tiempo y dinero a ayudar a la causa china contra Japón. Wong volvió a la escena pública en la década de 1950 con varias apariciones en televisión.
En 1951, Wong hizo historia con su programa de televisión The Gallery of Madame Liu-Tsong, el primer programa de televisión estadounidense protagonizado por una actriz asiático-estadounidense. Tenía previsto volver al cine en Flower Drum Song cuando murió en 1961, a los 56 años, debido a un ataque al corazón. Durante las décadas posteriores a su muerte, Wong fue recordada principalmente por los estereotipados papeles de "Dragon Lady" y recatada "Butterfly" que se le solían atribuir. Su vida y su carrera fueron revaluadas en los años cercanos al centenario de su nacimiento, en tres importantes obras literarias y retrospectivas cinematográficas.

## Biografía

### Primeros años

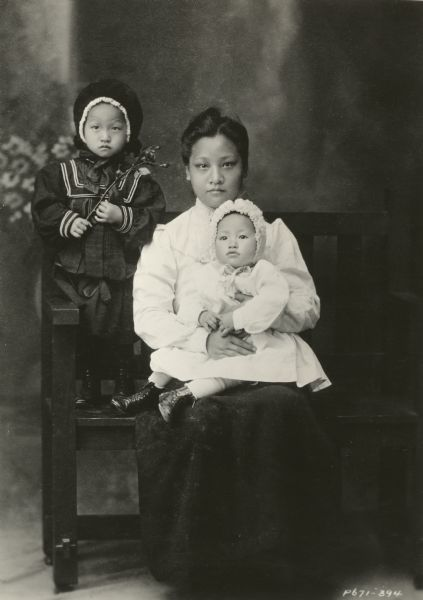
Anna May Wong sentada en el regazo de su madre, c. 1905

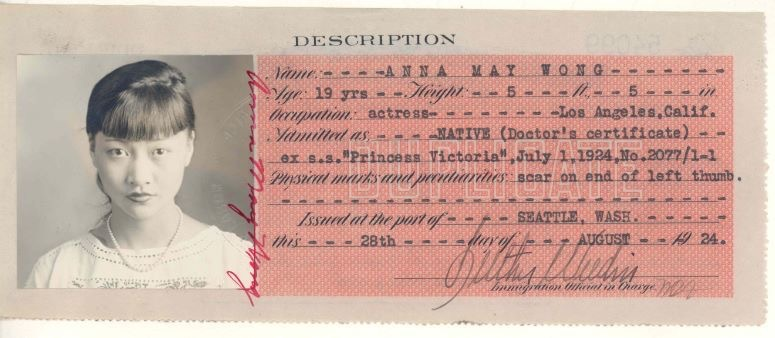
Duplicado del Certificado de Identidad expedido de la actriz Anna May Wong.

Anna May Wong nació como Wong Liu Tsong (黃柳霜, Liu Tsong que significa "willow frost") el 3 de enero de 1905, en el Flower Street en Los Ángeles, una cuadra al norte de Chinatown, en una comunidad integrada de residentes chinos, irlandeses, alemanes y japoneses. Fue la segunda de los siete hijos de Wong Sam-sing, propietario de la lavandería Sam Kee, y su segunda esposa, Lee Gon-toy.
Los padres de Wong eran sinoestadounidenses de segunda generación; sus abuelos maternos y paternos habían llegado a Estados Unidos alrededor de 1855. Su abuelo paterno, A Wong Wong, era comerciante y tenía dos tiendas en Michigan Bluffs, una zona minera del condado de Placer. Había llegado de Chang On, un pueblo cercano a Taishan, provincia de Guangdong en China, en 1853. El padre de Anna May pasó su juventud viajando entre Estados Unidos y China, donde se casó con su primera esposa y tuvo un hijo en 1890. Regresó a Estados Unidos a finales de la década de 1890 y en 1901, mientras seguía manteniendo a su familia en China, se casó con su segunda esposa, la madre de Anna May. La hermana mayor de Anna May, Lew-ying (Lulu), nació en 1902, y Anna May en 1905, seguida de seis hijos más: James (1907-1971), Mary (1910-1940), Frank (1912-1989), Roger (1915-1983), Marietta (1919-1920) y Richard Wong (1922-2007).
En 1910, la familia se trasladó a un barrio de Figueroa Street donde eran los únicos chinos de su manzana, conviviendo con familias mayoritariamente mexicanas y de Europa del Este. Las dos colinas que separaban su nuevo hogar de Chinatown ayudaron a Wong a asimilarse a la cultura estadounidense. Al principio asistía a una escuela pública con su hermana mayor, pero cuando las niñas se convirtieron en el blanco de las burlas raciales de otros estudiantes, se trasladaron a una escuela china presbiteriana. Las clases se impartían en inglés, pero Wong asistía a una escuela de idioma chino por las tardes y los sábados.
Por esa misma época, la producción cinematográfica estadounidense empezó a trasladarse de la Costa Este a la zona de Los Ángeles. Las películas se rodaban constantemente en el barrio de Wong y sus alrededores. Empezó a ir a las salas de cine de Nickelodeon y pronto se obsesionó con los flickers, faltando a clase y utilizando el dinero del almuerzo para ir al cine. Su padre no estaba contento con su interés por el cine, pues consideraba que interfería en sus estudios, pero Wong decidió seguir una carrera cinematográfica a pesar de todo. A los nueve años, suplicaba constantemente a los cineastas que le dieran papeles, lo que le valió el apodo de "C.C.C." o "Curious Chinese Child". A los 11 años, Wong ya tenía su nombre artístico, Anna May Wong, formado por la unión de su apellido y su nombre inglés.

### Inicios de carrera
Wong trabajaba en los Ville de Paris de Hollywood cuando Metro Pictures necesitaba 300 extras femeninos para la película de Alla Nazimova The Red Lantern (1919). Sin que su padre lo supiera, un amigo suyo con contactos en el mundo del cine la ayudó a conseguir un papel no acreditado como extra portando una linterna.
Wong trabajó sin descanso durante los dos años siguientes como extra en varias películas, entre ellas Priscilla Dean y Colleen Moore. Cuando aún era estudiante, Wong contrajo una enfermedad conocida como baile de San Vito que le hizo perder meses de clase. Estaba al borde del colapso emocional cuando su padre la llevó a un practicante de medicina china tradicional. Los tratamientos dieron resultado, aunque Wong afirmó más tarde que esto tenía más que ver con su aversión a los métodos. Otros pensamientos chinos como el confucianismo y, en particular, el taoísmo y las enseñanzas de Lao-Tse influyeron mucho en la filosofía personal de Wong a lo largo de su vida. La vida religiosa de la familia también incluía el pensamiento cristiano, en forma de presbiterianismo, y de adulta se dedicó a la ciencia cristiana durante algún tiempo. Sin embargo, nunca se unió oficialmente a la iglesia, y su interés por ella decayó al involucrarse con las creencias del Nuevo Pensamiento y el Unity.
Le resultaba difícil seguir el ritmo de sus estudios y de su pasión, por lo que en 1921 abandonó la Escuela Preparatoria de Los Ángeles para dedicarse a su carrera cinematográfica. Reflexionando sobre su decisión, Wong declaró a Motion Picture Magazine en 1931: "Era tan joven cuando empecé que sabía que aún me quedaba juventud si fracasaba, así que decidí darme 10 años para triunfar como actriz".
En 1921, Wong recibió su primer crédito cinematográfico en Bits of Life, la primera película antología, en la que interpretó a la esposa del personaje de Lon Chaney, Toy Ling, en un segmento titulado "Hop".  Más tarde lo recordó con cariño como la única vez que interpretó el papel de una madre; su aparición le valió una foto en la portada de la revista británica Picture Show.

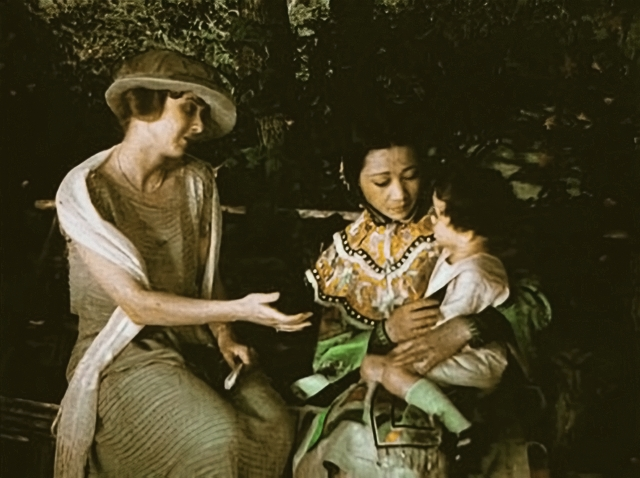
Wong (con el niño en brazos) con Beatrice Bentley en The Toll of the Sea (1922)

A la edad de 17 años, Wong interpretó su primer papel protagonista en la primera película en Technicolor de la Metro, The Toll of the Sea, escrita por Frances Marion y basada en Madama Butterfly. La revista Variety se deshizo en elogios hacia Wong, destacando su "extraordinaria calidad" interpretativa. The New York Times comentó: "Miss Wong despierta en el espectador toda la simpatía que requiere su papel y nunca lo repele por un exceso de 'sentimiento' teatral. Tiene un papel difícil, un papel que se estropea nueve de cada diez veces, pero la suya es la décima interpretación. Completamente inconsciente de la cámara, con un fino sentido de la proporción y una notable precisión pantomímica ... Hay que verla de nuevo y a menudo en la pantalla".
A pesar de esas críticas, Hollywood se mostró reacio a crear papeles protagonistas para Wong; su etnia impedía que los cineastas estadounidenses la vieran como una actriz principal. David Schwartz, jefe conservador del Museum of the Moving Image, señala: "Alcanzó la fama en Hollywood, pero Hollywood no sabía qué hacer con ella". Pasó los años siguientes en papeles secundarios de "ambiente exótico", interpretando a una concubina en la película de Tod Browning Drifting (1923). Los productores de cine aprovecharon la creciente fama de Wong, pero la relegaron a papeles secundarios. Todavía optimista sobre una carrera cinematográfica, en 1923 Wong dijo: "El cine está bien y me va bien, pero no es tan malo tener la colada detrás, así puedes esperar y coger buenos papeles y ser independiente cuando estás escalando".

### Fama

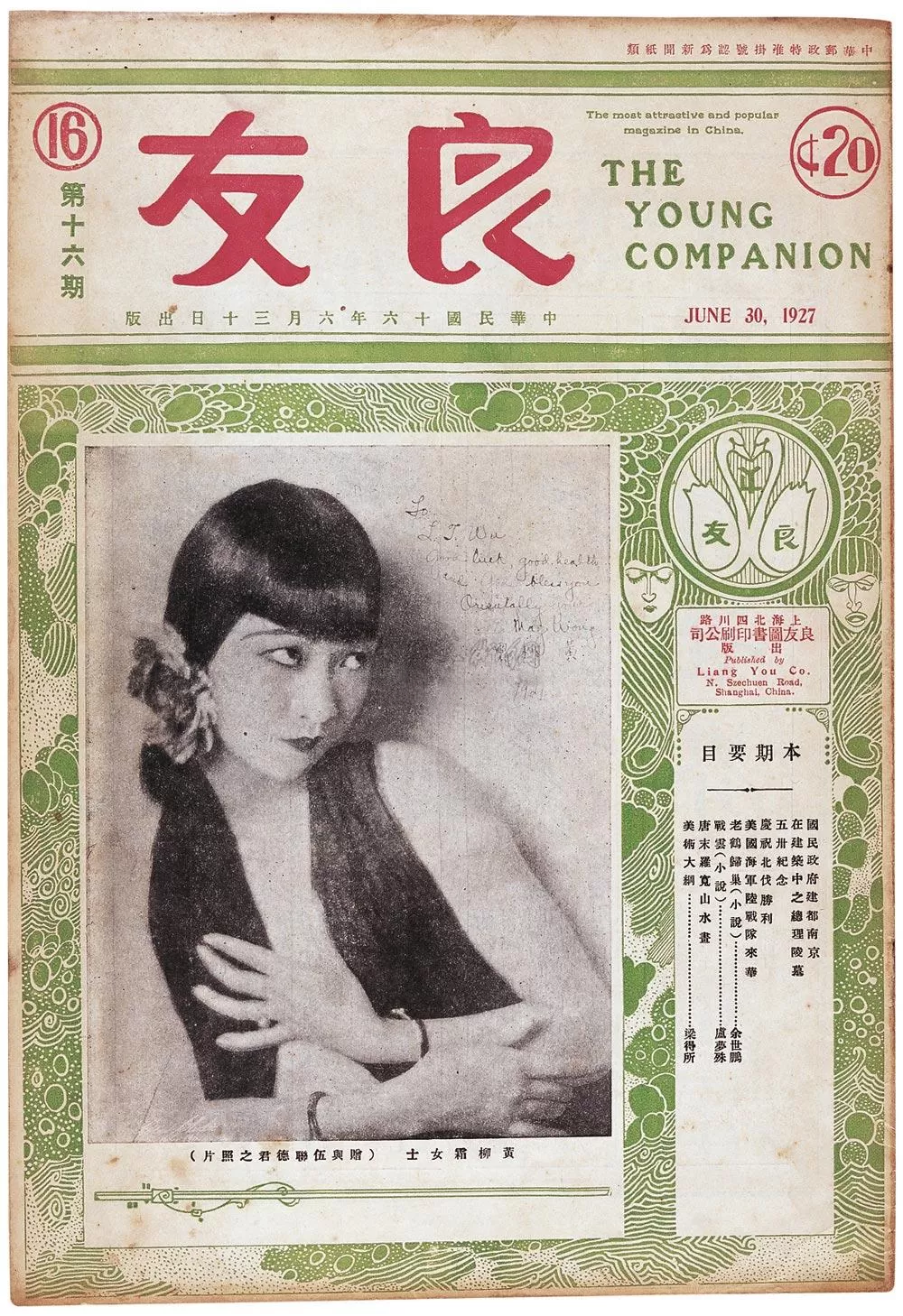
Wong en la portada de la revista china The Young Companion en junio de 1927

A los 19 años, Wong interpretó el papel secundario de una intrigante esclava mongola en la película de 1924 protagonizada por Douglas Fairbanks El ladrón de Bagdad. Interpretando un papel estereotipado de "Dragon Lady", sus breves apariciones en pantalla llamaron la atención del público y la crítica. La película recaudó más de 2 millones de dólares y contribuyó a dar a conocer a Wong. Por aquel entonces, Wong mantenía una relación con Tod Browning, que la había dirigido en Drifting un año antes.
Tras este segundo papel destacado, Wong se mudó de la casa familiar a su propio apartamento. Consciente de que los estadounidenses la consideraban "nacida en el extranjero" a pesar de haber nacido y crecido en California, Wong empezó a cultivar una imagen de flapper. En marzo de 1924, con la intención de hacer películas sobre la mitología china, firmó un contrato por el que se creaba Anna May Wong Productions; cuando se descubrió que su socio de nogocios incurría en prácticas deshonestas, Wong interpuso una demanda contra él y la empresa se disolvió.
Pronto se hizo evidente que la carrera de Wong seguiría estando limitada por las leyes estadounidenses contra el mestizaje, que le impedían compartir un beso en pantalla con cualquier persona de otra raza, incluso si el personaje era asiático pero estaba siendo interpretado por un actor blanco. El único protagonista asiático en el cine estadounidense de la época muda fue Sessue Hayakawa. A menos que se pudieran encontrar protagonistas asiáticos, Wong no podría ser actriz principal.
Wong siguió siendo ofrecida para papeles secundarios exóticos que seguían el estereotipo de "vampira" en el cine. Interpretó a chicas nativas indígenas en dos películas de 1924. Rodadas en el Territorio de Alaska, interpretó a una esquimal en The Alaskan. Regresó a Los Ángeles para interpretar el papel de la princesa Tigrilla en Peter Pan. Ambas películas fueron rodadas por el cinematógrafo James Wong Howe. Peter Pan tuvo más éxito, y fue el éxito de la temporada navideña. Al año siguiente, Wong recibió elogios de la crítica en un papel de vampiresa oriental manipuladora en la película Forty Winks. A pesar de esas críticas favorables, cada vez estaba más decepcionada con su casting y empezó a buscar otros caminos hacia el éxito. A principios de 1925 se unió a un grupo de estrellas del cine serial en una gira en los circuitos de vodevil; cuando la gira resultó un fracaso, Wong y el resto del grupo regresaron a Hollywood.
En 1926, Wong puso el primer remache en la estructura del Grauman's Chinese Theatre cuando se unió a Norma Talmadge en la ceremonia de Primera piedra, aunque no fue invitada a dejar las huellas de sus manos y pies en el cemento. Wong y Talmadge también removieron la primera palada de tierra con una pala bañada en oro. Ese mismo año, Wong protagonizó The Silk Bouquet. La película, retitulada The Dragon Horse en 1927, fue una de las primeras películas estadounidenses producidas con apoyo chino, proporcionado por las Chinese Six Companies de San Francisco. La historia estaba ambientada en China durante la dinastía Ming y contaba con actores asiáticos que interpretaban los papeles asiáticos.
A Wong se le siguieron asignando papeles secundarios. Los personajes femeninos asiáticos de Hollywood tendían hacia dos polos estereotipados: la ingenua y abnegada «Butterfly» y la astuta y embustera «Dragon Lady». En Old San Francisco (1927), dirigida por Alan Crosland para Warner Brothers, Wong interpreta a una "Dragon Lady", la hija de un gánster. en Mr. Wu (1927), interpretó un papel secundario, ya que la creciente censura contra las parejas mestizas en pantalla le costó el papel protagonista. En The Crimson City, estrenada el año siguiente, le volvió a suceder la misma situación.

### Traslado a Europa
Cansada de ser encasillada y rechazada para papeles protagonistas asiáticos en favor de actrices no asiáticas, Wong abandonó Hollywood en 1928 con destino a Europa. Entrevistada por Doris Mackie para Film Weekly en 1933, Wong se quejó de sus papeles en Hollywood: "Estaba tan cansada de los papeles que tenía que interpretar". Ella comentó: "Parece que hay poco para mí en Hollywood, porque, en lugar de chinos de verdad, los productores prefieren húngaros, mexicanos, y indios americanos para papeles de chinos".

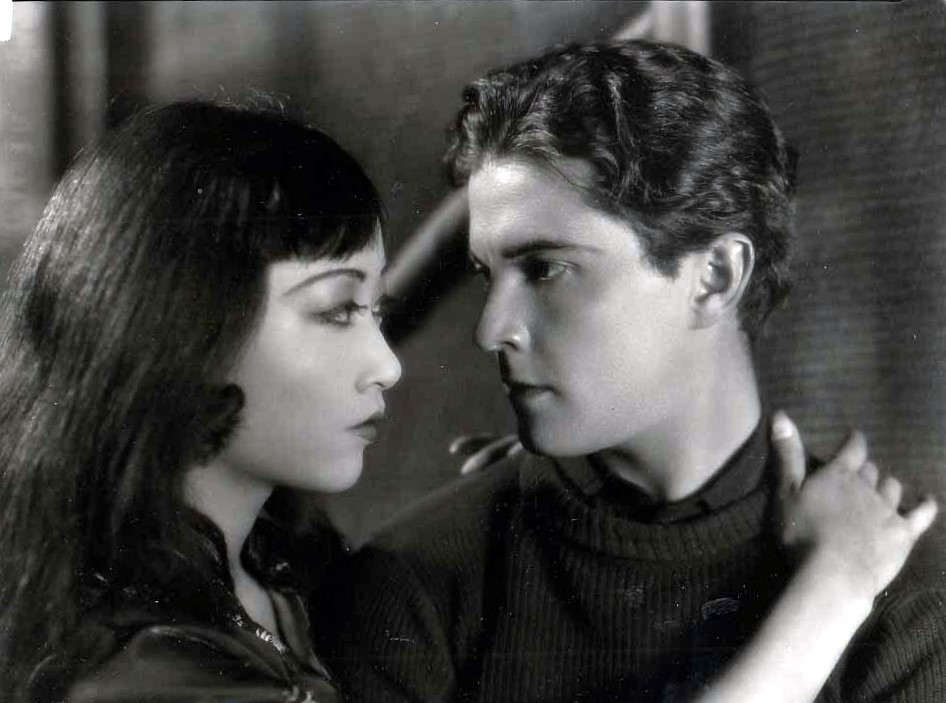
Wong con Ramón Novarro en Across to Singapore (1928)

En Europa, Wong se convirtió en una sensación, protagonizando películas notables como Schmutziges Geld (también conocida como Song y Show Life, 1928), Großstadtschmetterling (Pavement Butterfly, 1929) y Der Weg zur Schande (The Road to Dishonour, 1930), las tres dirigidas por Richard Eichberg. De la respuesta de la crítica alemana a Song, The New York Times informaba de que Wong fue "aclamada no sólo como una actriz de talento trascendental, sino como una gran belleza". El artículo señalaba que los alemanes pasaron por alto el origen estadounidense de Wong: "Los críticos berlineses, que elogiaron unánimemente tanto a la estrella como a la producción, olvidaron mencionar que Anna May es estadounidense de nacimiento. Sólo mencionan sus orígenes chinos". En Viena, interpretó el papel principal de la opereta Tschun Tschi en alemán fluido. Un crítico austriaco escribió: "Fräulein Wong tenía al público perfectamente en su poder y la discreta tragedia de su actuación fue profundamente conmovedora, llevando a cabo la difícil parte de habla alemana con mucho éxito".
Durante su estancia en Alemania, Wong entabló amistad con Leni Riefenstahl, que por aquel entonces era actriz y aún no se había dedicado a la dirección cinematográfica. Su estrecha amistad con varias mujeres a lo largo de su vida, entre ellas Marlene Dietrich y Cecil Cunningham, dio lugar a rumores de lesbianismo que dañaron su reputación pública. Estos rumores, en particular sobre su supuesta relación con Dietrich, avergonzaron aún más a la familia de Wong. Hacía tiempo que se oponían a su carrera como actriz, que en aquella época no se consideraba una profesión del todo respetable.
El productor londinense Basil Dean le trajo la obra A Circle of Chalk para que Wong actuara en ella junto al joven Laurence Olivier, su primera representación teatral en el Reino Unido. Las críticas a su acento californiano, descrito por un crítico como un "chirrido yanqui", llevaron a Wong a buscar clases particulares de canto en la Universidad de Cambridge, donde se formó en pronunciación recibida. El compositor Constant Lambert, enamorado de la actriz tras haberla visto en películas, asistió a la obra en su estreno y posteriormente compuso Eight Poems of Li Po, dedicados a ella.
Wong rodó su última película muda, Piccadilly, en 1929, la primera de las cinco películas británicas en las que tuvo un papel protagonista. La película causó sensación en el Reino Unido. Gilda Gray era la actriz mejor pagada, pero Variety comentó que Wong "eclipso a la estrella" y que "desde el momento en que Miss Wong baila en la parte trasera de la cocina, le roba 'Piccadilly' a Miss Gray". Aunque la película presentaba a Wong en su papel más sensual de las cinco películas, una vez más no se le permitió besar a su amor blanco y una controvertida escena planeada que incluía un beso se cortó antes del estreno. Olvidada durante décadas tras su estreno, Piccadilly fue restaurada posteriormente por el British Film Institute. La revista Time de Richard Corliss calificó Piccadilly como la mejor película de Wong, y The Guardian informa de que el redescubrimiento de esta película y la actuación de Wong en ella han sido responsables de la restauración de la reputación de la actriz.
Durante su estancia en Londres, Wong mantuvo una relación sentimental con el escritor y ejecutivo de radiodifusión Eric Maschwitz, quien escribió la letra de "These Foolish Things (Remind Me of You)", posiblemente como evocación de su añoranza por ella tras su separación. La primera película sonora de Wong fue The Flame of Love (1930), que se grabó en francés, inglés y alemán. Aunque la actuación de Wong⁠—especialmente su manejo de los tres idiomas⁠—fue alabada, las tres versiones de la película recibieron críticas negativas.

### Regreso a Hollywood

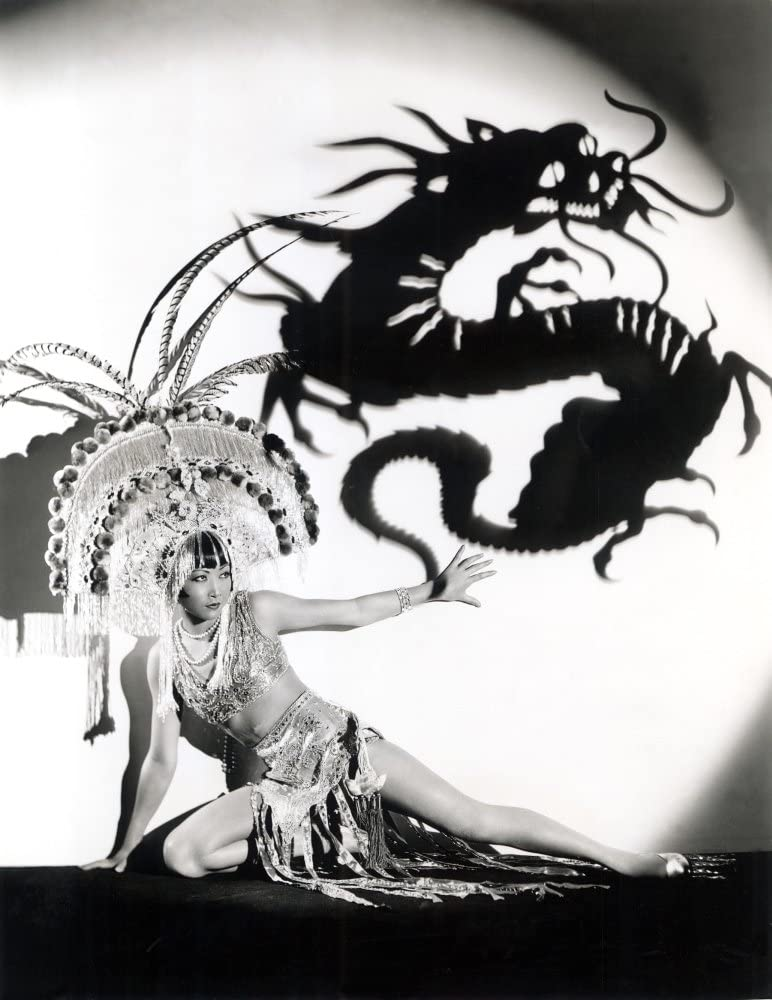
Anna May Wong en Daughter of the Dragon (1931)

En la década de 1930, los estudios estadounidenses buscaban nuevos talentos europeos. Irónicamente, Wong llamó su atención y en 1930 le ofrecieron un contrato con Paramount Studios. Atraída por la promesa de papeles principales, regresó a Estados Unidos. El prestigio y la formación que había adquirido durante sus años en Europa le valieron un papel protagonista en Broadway en On the Spot, un drama que duró en 167 representaciones y que más tarde filmaría como Dangerous to Know. Cuando el director de la obra quiso que Wong utilizara manierismos estereotipados japoneses, derivados de Madame Butterfly, en su interpretación de un personaje chino, Wong se negó. En su lugar, utilizó su conocimiento del estilo y los gestos chinos para dotar al personaje de un mayor grado de autenticidad.. Tras su regreso a Hollywood en 1930, Wong recurrió repetidamente a los escenarios y al cabaret en busca de una salida creativa.
En noviembre de 1930, la madre de Wong murió atropellada por un automóvil frente a su casa de Figueroa Street. La familia permaneció en la casa hasta 1934, cuando el padre de Wong regresó a su pueblo natal en China con los hermanos pequeños de Anna May. Anna May había estado pagando la educación de sus hermanos menores, que pusieron a trabajar tras trasladarse a China. Antes de que la familia se marchara, el padre de Wong escribió un breve artículo para Xinning, una revista para toisaneses en el extranjero, en el que expresaba su orgullo por su famosa hija.

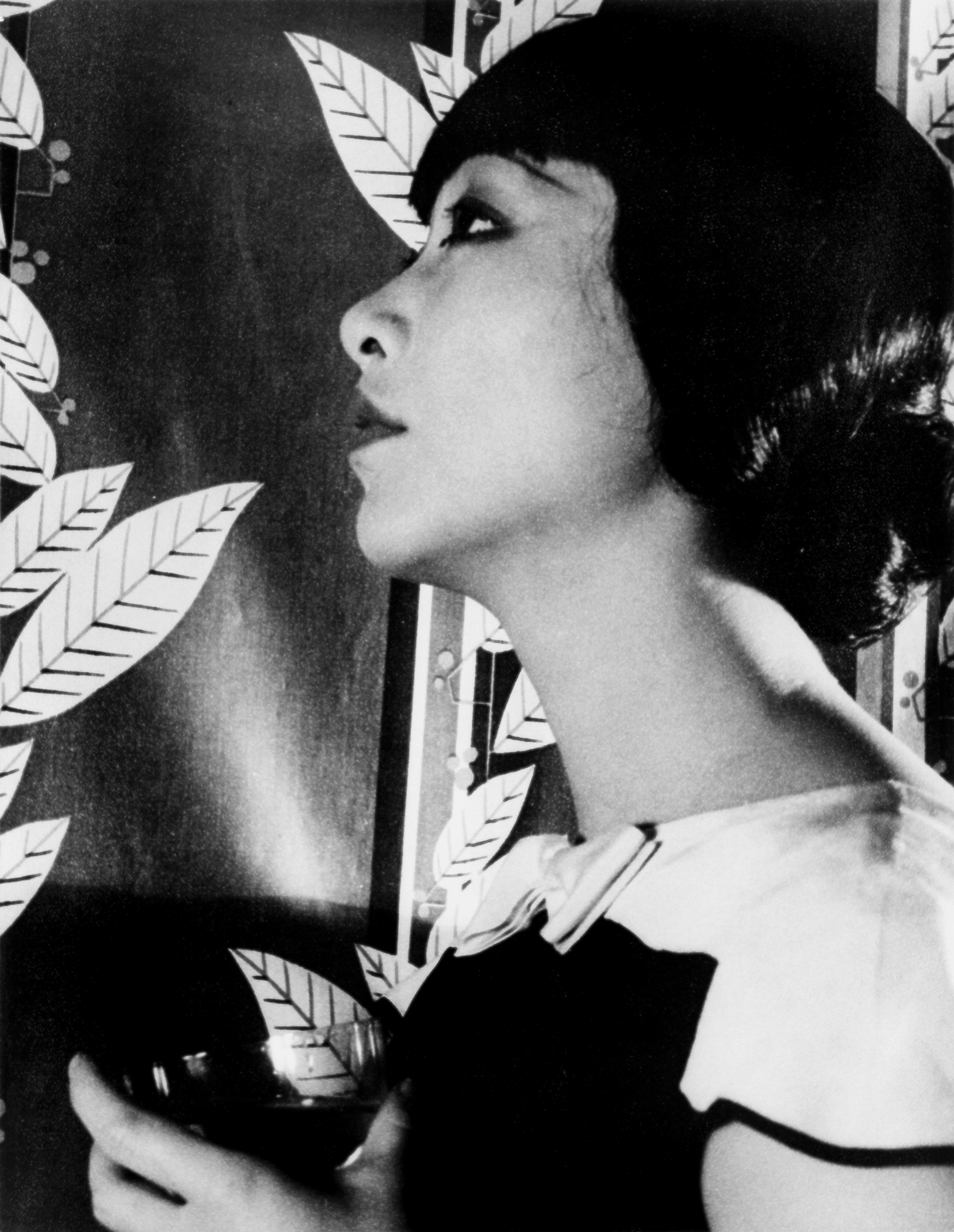
Retrato de Anna May Wong por Carl Van Vechten, 1932, una de sus fotografías favoritas..

Con la promesa de aparecer en una película de Josef von Sternberg, Wong aceptó otro papel estereotipado – el personaje de la vengativa hija de Fu Manchú en Daughter of the Dragon (1931). Este fue el último papel estereotipado de "chino malvado" que interpretó Wong, y también su única aparición estelar junto al único otro actor asiático conocido de la época, Sessue Hayakawa. Aunque se le concedió el papel protagonista, este estatus no se reflejó en su sueldo: le pagaron $6.000, mientras que Hayakawa recibió $10.000 y Warner Oland, que sólo aparece en la película durante 23 minutos, cobró $12.000.
Wong comenzó a utilizar su nueva fama para hacer declaraciones políticas: a finales de 1931, por ejemplo, escribió una dura crítica del Incidente de Mukden y la posterior invasión de Manchuria. También se mostró más abierta en su defensa de las causas sinoestadounidenses y de mejores papeles en el cine. En una entrevista de 1933 para Film Weekly titulada "I Protest", Wong criticó los estereotipos negativos de Daughter of the Dragon, diciendo: "Por qué el chino de la pantalla es siempre el villano? Y un villano tan burdo—asesino, traicionero, una serpiente en la hierba! Nosotros no somos así. Cómo podríamos serlo, con una civilización tantas veces más antigua que la occidental?".
Wong apareció junto a Marlene Dietrich en el papel de una abnegada cortesana en El expreso de Shanghai de Sternberg. Sus escenas de alto contenido sexual con Dietrich han sido señaladas por muchos comentaristas y han alimentado los rumores sobre la relación entre las dos estrellas. Aunque las críticas contemporáneas se centraron en la interpretación de Dietrich y la dirección de Sternberg, los historiadores del cine juzgan hoy que la actuación de Wong eclipsó a la de Dietrich.
La prensa china llevaba tiempo haciendo críticas muy desiguales de la carrera de Wong, y no fueron muy favorables a su actuación en Shanghai Express. Un periódico chino publicó el titular: "Paramount utiliza a Anna May Wong para producir una película que deshonra a China" y continuaba: "Aunque es deficiente en la representación artística, ha hecho más que suficiente para deshonrar a la raza china". Los críticos chinos creían que la sexualidad de Wong en la pantalla difundía estereotipos negativos de la mujer china. Las críticas más virulentas procedieron del gobierno nacionalista, pero los intelectuales y los liberales de China no siempre se opusieron tanto a Wong, como quedó demostrado cuando la Universidad de Pekín concedió a la actriz un doctorado honoris causa en 1932. Fuentes contemporáneas informaron de que probablemente era la única vez que un actor había sido tan honrado.
Tanto en América como en Europa, Wong había sido considerada un icono de la moda durante más de una década. En 1934, la Mayfair Mannequin Society de Nueva York la eligió "La mujer mejor vestida del mundo" y en 1938 la revista Look la nombró "La chica china más guapa del mundo".

### Travesía del Atlántico
Tras su éxito en Europa y un papel destacado en Shanghai Express, la carrera de Wong en Hollywood volvió a las andadas. No fue elegida para el papel protagonista femenino en The Son-Daughter en favor de Helen Hayes;  La Metro-Goldwyn-Mayer la consideró "demasiado china para interpretar a una china" en la película. Wong tenía previsto interpretar el papel de amante de un general chino corrupto en The Bitter Tea of General Yen (1933), de Frank Capra, pero el papel fue a parar a Toshia Mori.

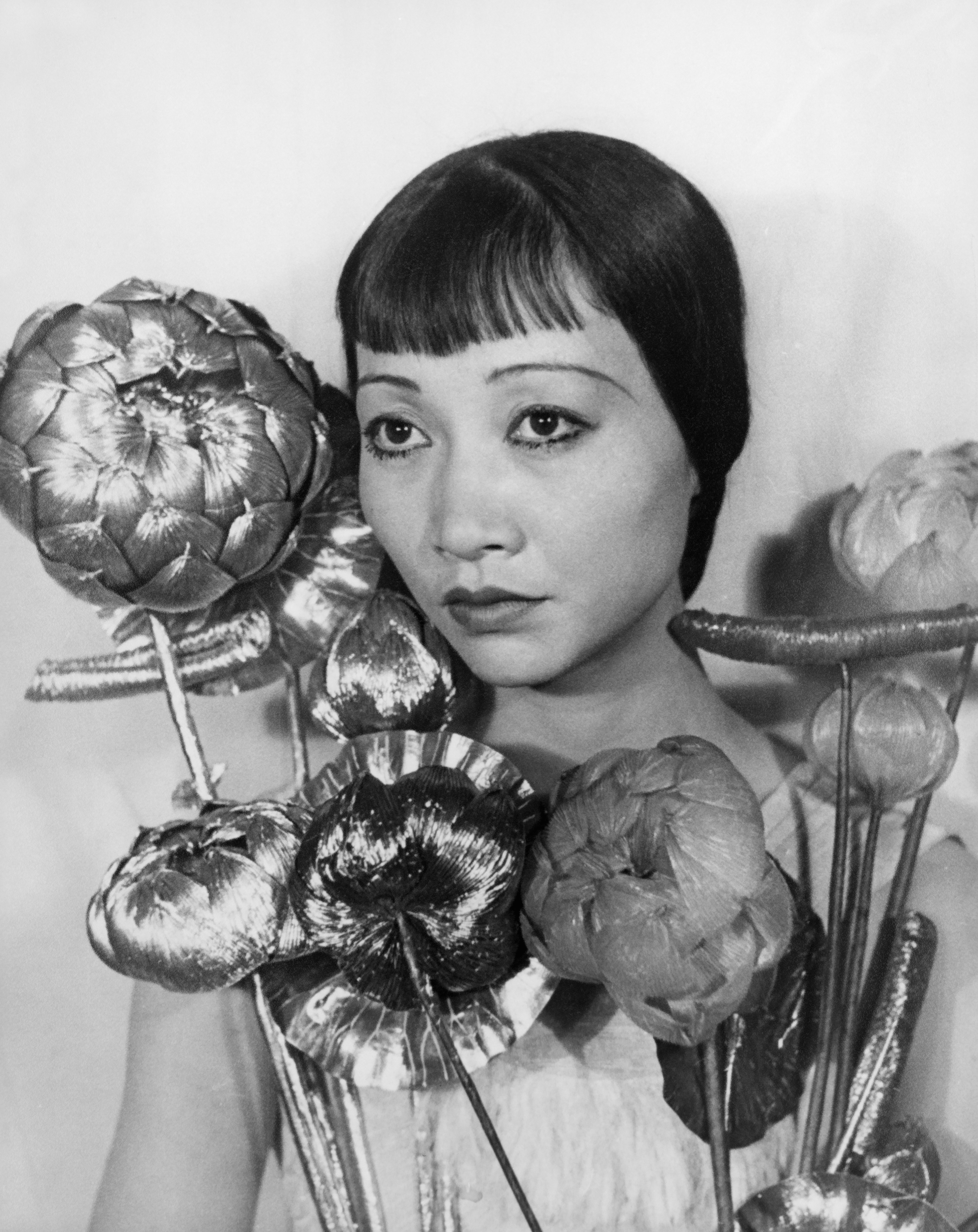
Retrato fotográfico de Wong por Carl Van Vechten, 22 de septiembre de 1935

Nuevamente decepcionada con Hollywood, Wong regresó a Gran Bretaña, donde permaneció casi tres años. Además de aparecer en cuatro películas, recorrió Escocia e Irlanda como parte de un espectáculo de vodevil. También apareció en el jubileo de plata del Rey Jorge en 1935. Su película Java Head (1934), aunque generalmente se considera un esfuerzo menor, fue la única película en la que Wong besó al personaje masculino principal, su marido blanco en la película. El biógrafo de Wong, Graham Russell Hodges, comentó que quizá por eso la película seguía siendo una de las favoritas personales de Wong. Durante su estancia en Londres, Wong conoció a Mei Lanfang, una de las estrellas más famosas de la Ópera de Pekín. Llevaba tiempo interesada en la ópera china y Mei se ofreció a instruir a Wong si alguna vez visitaba China.
En la década de 1930, la popularidad de las novelas de Pearl Buck, especialmente La buena tierra, así como la creciente simpatía estadounidense por China en sus luchas contra el imperialismo japonés, abrieron oportunidades para papeles chinos más positivos en películas estadounidenses. Wong regresó a Estados Unidos en junio de 1935 con el objetivo de conseguir el papel de O-lan, el personaje femenino principal de la versión cinematográfica de MGM de La buena tierra. Desde su publicación en 1931, Wong había manifestado su deseo de interpretar a O-lan en una versión cinematográfica del libro; y ya en 1933, los periódicos de Los Ángeles promocionaban a Wong como la mejor opción para el papel.
Sin embargo, parece ser que el estudio nunca consideró seriamente a Wong para el papel. El gobierno chino también desaconsejó el papel de Wong. El asesor chino de MGM comentó: "cada vez que aparece en una película, los periódicos publican su foto con la leyenda 'Anna May vuelve a perder la cara por China' ".
Según Wong, en su lugar le ofrecieron el papel de Lotus, una engañosa song girl que ayuda a destruir a la familia y seduce al hijo mayor de la familia. Wong rechazó el papel y le dijo al jefe de producción de MGM Irving Thalberg: "Si me dejas interpretar a O-lan, estaré muy contenta. Pero me estás pidiendo—con sangre china—que haga el único papel antipático en la película que cuenta con un reparto totalmente estadounidense que interpreta a personajes chinos".
El papel que Wong esperaba recayó en Luise Rainer, que ganó el Oscar a la mejor actriz por su interpretación. La hermana de Wong, Mary Liu Heung Wong, apareció en la película interpretando el papel de la noviecita. La negativa de MGM a tener en cuenta a Wong para este personaje chino de más alto perfil en el cine estadounidense se recuerda hoy como "uno de los casos más notorios de discriminación en el reparto en la década de 1930".

### Gira china y popularidad creciente
Tras la gran decepción que supuso perder el papel en The Good Earth, Wong anunció sus planes de realizar una gira de un año por China, para visitar a su padre y a su familia en Taishan. El padre de Wong había regresado a su pueblo natal en China con sus hermanos pequeños y su hermana en 1934. Aparte de la oferta de Mei Lanfang de enseñarle, ella quería aprender más sobre el teatro chino y, mediante traducciones al inglés, representar mejor algunas obras chinas ante el público internacional. En su partida, declaró al San Francisco Chronicle: "... durante un año, estudiaré la tierra de mis padres. Quizá a mi llegada me sienta como una forastera. Tal vez, en cambio, descubra que mi vida pasada tiene un carácter onírico e irreal".
Embarcada en enero de 1936, Wong relató sus experiencias en una serie de artículos publicados en periódicos estadounidenses como el New York Herald Tribune, el Los Angeles Examiner, el Los Angeles Times, y Photoplay. En una escala en Tokio de camino a Shanghái, los periodistas locales, siempre curiosos por su vida romántica, le preguntaron si tenía planes de matrimonio, a lo que Wong respondió: "No, estoy casada con mi arte". Sin embargo, al día siguiente, los periódicos japoneses informaron de que Wong estaba casada con un acaudalado cantonés llamado "Art".
Durante sus viajes por China, Wong siguió siendo duramente criticada por el gobierno nacionalista y la comunidad cinematográfica. Tuvo dificultades para comunicarse en muchas zonas de China porque se crio con el dialecto toisanés en lugar del mandarín. Más tarde comentó que algunas de las variedades de chino me sonaban "tan extrañas como las gaélicas. Así pues, tuve la extraña experiencia de hablar con mi propia gente a través de un interprete".
Los estragos de la fama internacional en la vida personal de Wong se manifestaron en ataques de depresión e ira repentina, así como en un consumo excesivo de tabaco y alcohol. Al desembarcar en Hong Kong, Wong se sintió irritable y se mostró inusualmente grosera con la multitud que la esperaba, que rápidamente se volvió hostil. Una persona gritó: "Abajo Huang Liu-tsong—la chivata que deshonra a China. No la dejes desembarcar". Wong empezó a llorar y se produjo una estampida.
Después de que ella se marchara para un breve viaje a Filipinas, la situación se enfrió y Wong se reunió con su familia en Hong Kong. Con su padre y sus hermanos, Wong visitó a la familia de éste y a su primera esposa en la casa ancestral de la familia, cerca de Taishan.Informes contradictorios afirman que fue recibida calurosamente o con hostilidad por los aldeanos. Pasó más de 10 días en el pueblo de la familia y algún tiempo en pueblos vecinos antes de continuar su viaje por China.
Tras regresar a Hollywood, Wong reflexionó sobre su año en China y su carrera en Hollywood: "Estoy convencida de que nunca podría actuar en el Chinese Theatre. No tengo ningún sentimiento por ello. Es una situación bastante triste ser rechazada por los chinos porque soy 'demasiado estadounidense' y por los productores estadounidenses, porque prefieren a otras razas para interpretar papeles chinos". El padre de Wong regresó a Los Ángeles en 1938.

### Finales de la década de 1930 y otras películas
Para completar su contrato con Paramount Pictures, Wong rodó una serie de películas de serie B a finales de la década de 1930. A menudo desestimadas por la crítica, las películas daban a Wong papeles no estereotipados que la prensa sinoestadounidense publicitaba por sus imágenes positivas. Estas películas de menor presupuesto podían ser más atrevidas que los estrenos de mayor repercusión, lo que Wong aprovechó para representar a personajes de éxito, profesionales y sinoestadounidenses.
Competentes y orgullosos de su herencia china, estos personajes iban en contra de las representaciones cinematográficas estadounidenses predominantes de los estadounidenses de origen chino. En contraste con la habitual condena oficial china de los papeles cinematográficos de Wong, el cónsul chino en Los Ángeles dio su aprobación a los guiones finales de dos de estas películas, Daughter of Shanghai (1937) y King of Chinatown (1939).

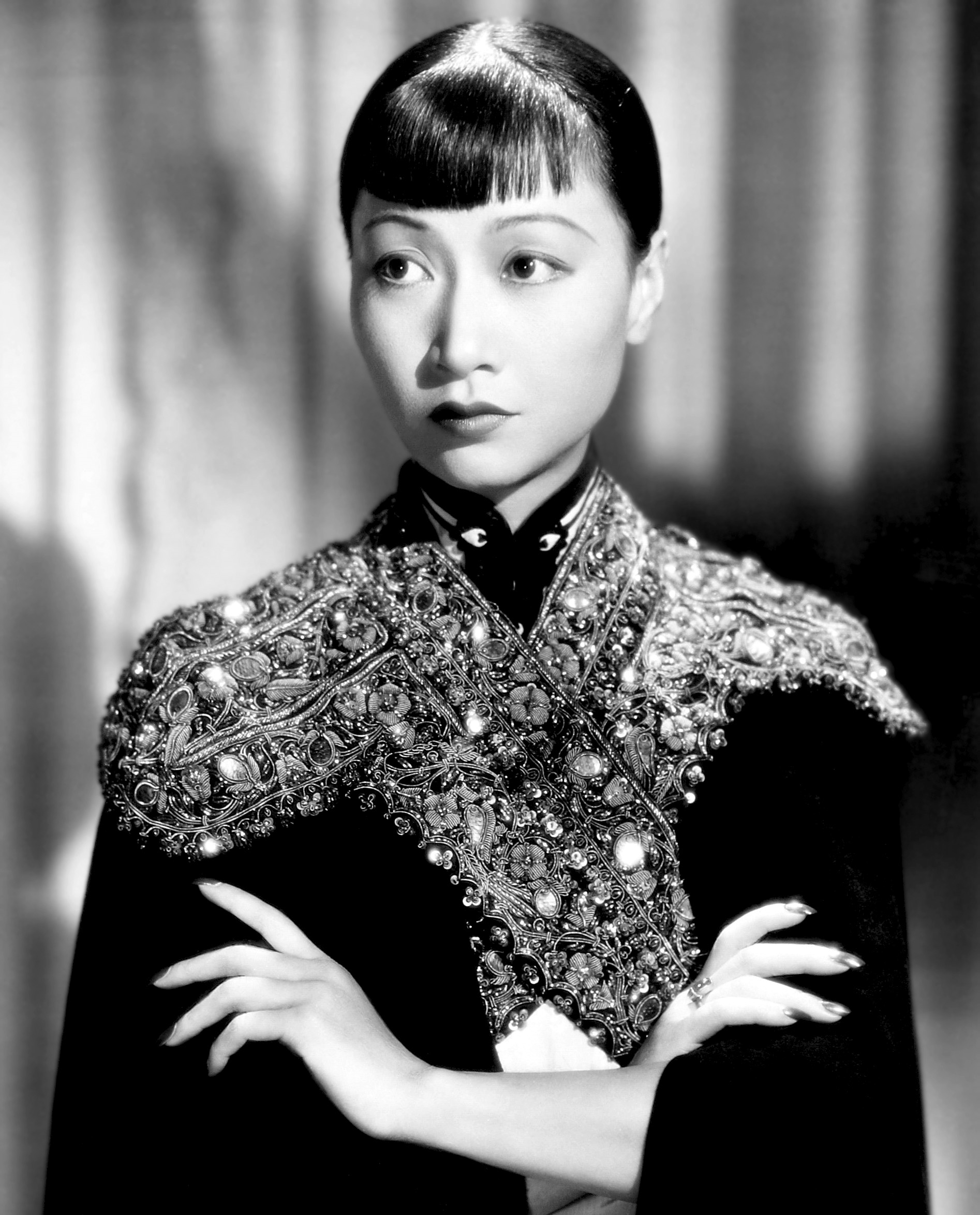
Retrato fotográfico del 17 de noviembre de 1937, por Eugene Robert Richee para Paramount Pictures. Daughter of Shanghai se estrenó poco después de que se tomara esta foto.

En Daugther of Shanghai, Wong interpretó a la mujer asiático-estadounidense protagonista en un papel que fue reescrito para ella como la heroína de la historia, poniendo en marcha activamente la trama en lugar del personaje más pasivo previsto originalmente. El guion fue tan cuidadosamente adaptado para Wong que en un momento dado se le dio el título provisional de Anna May Wong Story. Cuando la Biblioteca del Congreso seleccionó la película para su conservación en el National Film Registry en 2006, el anuncio la describió como "más verdaderamente el vehículo personal de Wong que cualquiera de sus otras películas".
Sobre esta película, Wong declaró a Hollywood Magazine: "Me gusta más mi papel en esta película que en cualquier otra que haya hecho antes... porque esta película da un respiro a los chinos—tenemos papeles simpáticos para variar! Para mí, eso significa mucho". The New York Times hizo una crítica positiva de la película, comentando sus orígenes de serie B: »Un reparto inusualmente competente salva a la película de las peores consecuencias de ciertas banalidades inevitables. [El reparto] ... se combinan con decorados eficaces para reducir las probabilidades naturales en contra de cualquier película en la tradición de Daughter of Shanghai tradition."

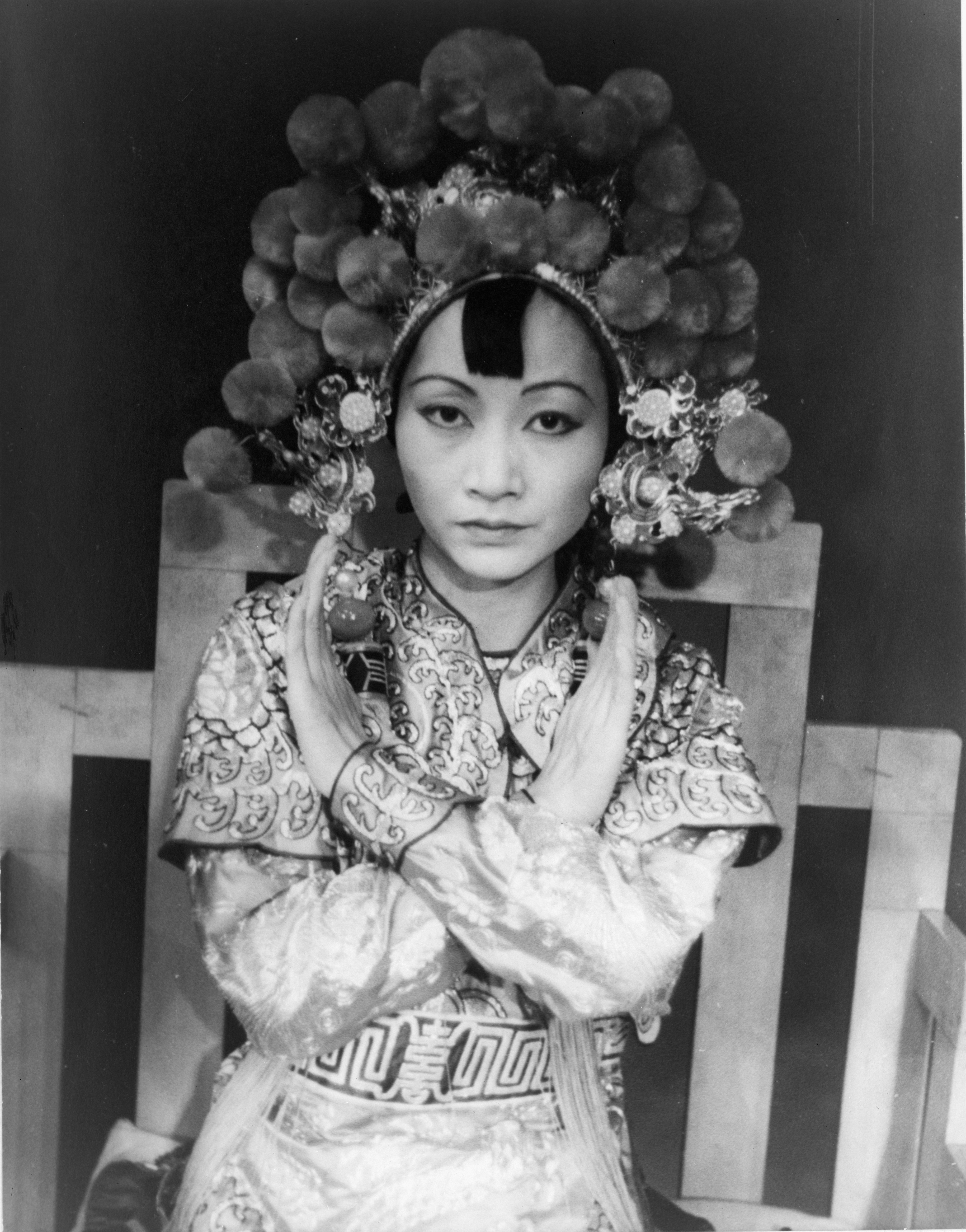
Retrato fotográfico de Wong por Carl Van Vechten, en traje para una adaptación dramática de Gozzi de Turandot en el Westport Country Playhouse, 11 de agosto de 1937.

En octubre de 1937, la prensa publicó rumores de que Wong tenía planes de casarse con su coprotagonista masculino en esta película, su amigo de la infancia y actor coreano-estadounidense Philip Ahn. Wong respondió, "Sería como casarme con mi hermano".
Bosley Crowther no fue tan amable con Dangerous to Know (1938), a la que calificó de "melodrama de segunda categoría, apenas digno del talento de su reparto, en general capaz".En King of Chinatown, Wong interpretaba a una cirujana que sacrifica un ascenso muy bien pagado para dedicar sus energías a ayudar a los chinos a luchar contra la invasión japonesa. En The New York Times, Frank Nugent hizo una crítica negativa de la película. Aunque comentó positivamente su defensa de los chinos en su lucha contra Japón, escribió: "... Paramount debería habernos ahorrado a nosotros y a su reparto ... la necesidad de ser molestados con semejante carpetazo".
Paramount también empleó a Wong como tutora de otros actores, como Dorothy Lamour en su papel de euroasiática en Disputed Passage. Wong actuó en la radio varias veces, incluyendo el papel de "Peony" en The Patriot de Pearl Buck en 1939, con Orson Welles' en The Campbell Playhouse. El espectáculo de cabaret de Wong, que incluía canciones en cantonés, francés, inglés, alemán, danés, sueco y otros idiomas, la llevó de Estados Unidos a Europa y Australia durante las décadas de 1930 y 1940.
En 1938, tras subastar sus trajes de cine y donar el dinero a la ayuda a los chinos, la Chinese Benevolent Association of California honró a Wong por su labor de apoyo a los refugiados chinos. Los ingresos del prefacio que escribió en 1942 para un libro de cocina titulado New Chinese Recipes, uno de los primeros libros de cocina china, también se dedicó a United China Relief. Entre 1939 y 1942, rodó pocas películas, y en su lugar participó en actos y apariciones en apoyo de la segunda guerra sino-japonesa.
Harta del encasillamiento negativo que la había envuelto durante toda su carrera estadounidense, Wong visitó Australia durante más de tres meses en 1939. Allí fue la estrella de un espectáculo de vodevil titulado 'Highlights from Hollywood' en el Tivoli Theatre, Melbourne. El 25 de julio de 1940, Mary, la hermana de Wong, se suicidó ahorcándose en California.

### Años posteriores y éxito cinematográfico en 1942
Wong asistió a varios eventos de la alta sociedad en el Mission Inn en Riverside, California, en 1941.
Wong protagonizó Bombs over Burma (1942) y Lady from Chungking (1942), ambas películas de propaganda antijaponesa realizadas en el estudio de poverty row Producers Releasing Corporation.  Donó su salario por ambas películas a United China Relief. The Lady from Chungking se diferenciaba de la habitual película bélica de Hollywood en que los chinos eran retratados como héroes y no como víctimas rescatadas por estadounidenses. Incluso después de que los personajes estadounidenses son capturados por los japoneses, el objetivo principal de los héroes no es liberar a los estadounidenses, sino impedir que los japoneses entren en la ciudad de Chongqing (Chungking). Además, en un giro interesante, los personajes chinos son interpretados por actores chino-estadounidenses, mientras que los villanos japoneses—normalmente interpretados por actores chino—estadounidenses—son interpretados por estadounidenses de origen europeo. La película termina con un discurso de Wong a favor del nacimiento de una "nueva China". The Hollywood Reporter y Variety valoraron positivamente la actuación de Wong en The Lady from Chungking, pero comentaron negativamente el argumento de la película.
Una demócrata, Wong apoyó la campaña de Adlai Stevenson durante las elecciones presidenciales de Estados Unidos de 1952.
Más tarde, Wong invirtió en el sector inmobiliario y fue propietaria de varios inmuebles en Hollywood. Convirtió su casa de San Vicente Boulevard, en Santa Mónica en cuatro apartamentos a los que llamó "Moongate Apartments". Fue administradora del edificio de apartamentos desde finales de la década de 1940 hasta 1956, cuando se mudó con su hermano Richard a 21st Place, en Santa Mónica.
En 1949, el padre de Wong murió en Los Ángeles a la edad de 91 años. Tras seis años de ausencia, Wong regresó al cine ese mismo año con un pequeño papel en una película de serie B llamada Impact.  Del 27 de agosto al 21 de noviembre de 1951, Wong protagonizó una serie de detectives escrita específicamente para ella, la serie de la DuMont Television Network The Gallery of Madame Liu-Tsong, en la que interpretaba el papel principal que utilizaba su nombre de nacimiento. El personaje de Wong era una marchante de arte chino cuya carrera la involucraba en trabajos detectivescos e intrigas internacionales. Los trece episodios de media hora se emitían en horario de máxima audiencia, de 9:00 a 9:30 p. m.. Aunque había planes para una segunda temporada, DuMont canceló la serie en 1952. No se conocen copias del programa ni de sus guiones. Tras la finalización de la serie, la salud de Wong comenzó a deteriorarse. A finales de 1953 sufrió una hemorragia interna, que su hermano atribuyó a la llegada de la menopausia, al consumo excesivo de alcohol y a problemas económicos.
En 1956, Wong presentó uno de los primeros documentales estadounidenses sobre China narrado íntegramente por un chino-americano. Emitido en el ABC la serie de viajes Bold Journey, el programa consistió en filmaciones de su viaje a China en 1936. Wong también participó como invitada en series de televisión como Adventures in Paradise, The Barbara Stanwyck Show, y The Life and Legend of Wyatt Earp.
Por su contribución a la industria cinematográfica, Anna May Wong recibió una estrella en el 1708 Vine Street en la inauguración del Paseo de la Fama de Hollywood en 1960. Fue la primera actriz asiática-estadounidense en recibir este honor. También aparece representada en tamaño real como una de los cuatro pilares de la escultura "Gateway to Hollywood", situada en la esquina sureste de Hollywood Boulevard y La Brea Avenue, junto a las actrices Dolores del Río (hispana), Dorothy Dandridge (afroamericana) y Mae West (blanca estadounidense).
En 1960, Wong volvió al cine en Portrait in Black, protagonizada por Lana Turner. Seguía siendo estereotipada, y un comunicado de prensa explicaba su larga ausencia del cine con un supuesto proverbio que, según se afirmaba, su padre le había transmitido a Wong: "No te fotografíen demasiado o perderás tu alma", una cita que se incluiría en muchas de sus necrológicas.

### Últimos años y muerte

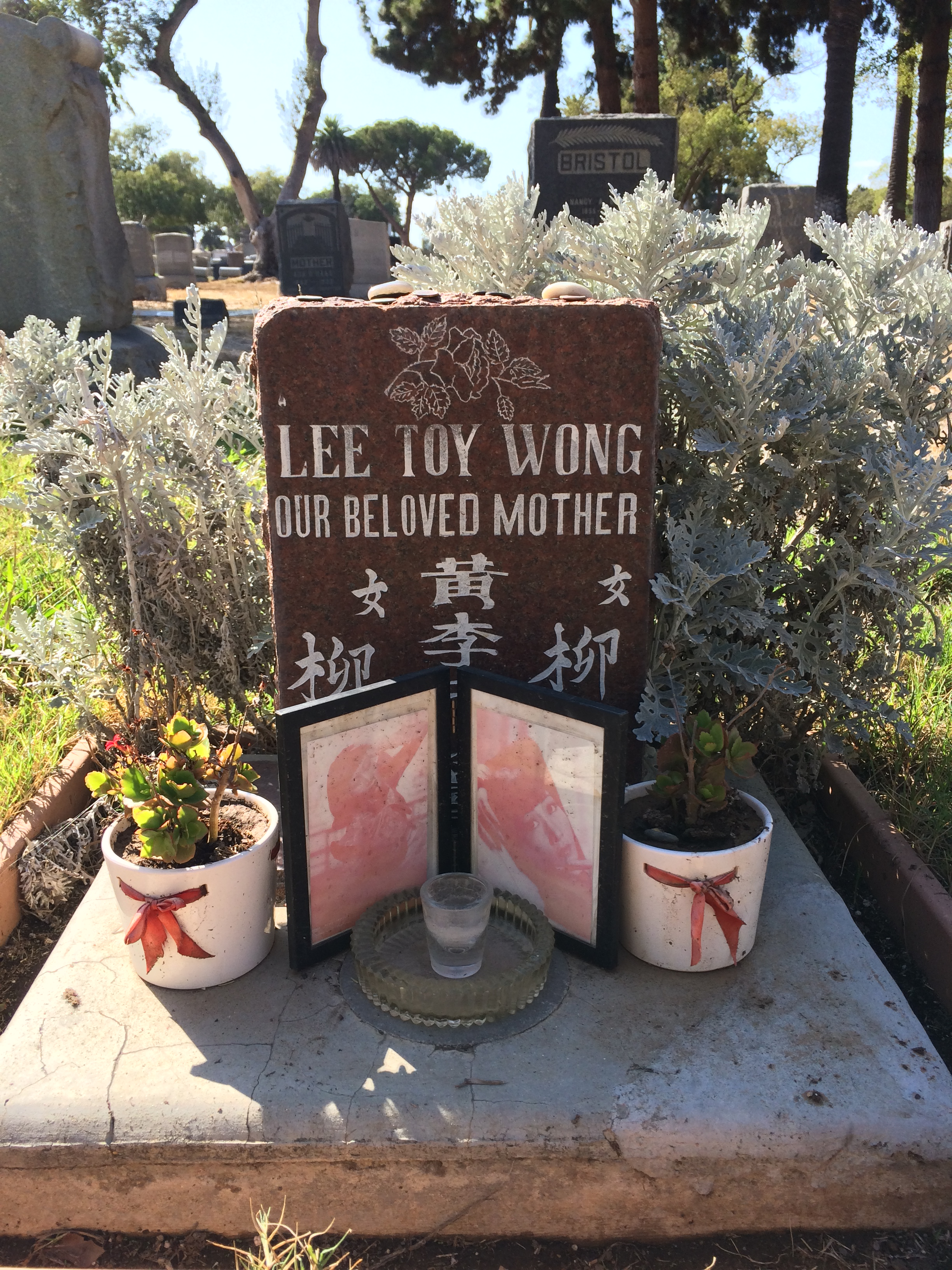
Tumba de su madre, Lee Toy (medio), su hermana, Mary (izquierda), y Anna May Wong (derecha), en el Angelus Rosedale Cemetery

Estaba previsto que Wong interpretara el papel de Madame Liang en la producción cinematográfica de la obra de  Rodgers y Hammerstein Flower Drum Song, pero no pudo asumir el papel debido a sus problemas de salud. El 3 de febrero de 1961, a los 56 años, Wong murió debido a un ataque al corazón mientras dormía en su casa de Santa Mónica, dos días después de su última actuación en pantalla en el programa de televisión The Barbara Stanwyck Show, en un episodio titulado "Dragon by the Tail". (Wong había aparecido en otra historia de la misma serie el año anterior.) Sus restos incinerados fueron enterrados en la tumba de su madre en el Rosedale Cemetery de Los Ángeles. La lápida está marcada con el nombre anglicismo de su madre en la parte superior y los nombres chinos de Anna May (a la derecha) y su hermana Mary (a la izquierda) a los lados.

## Legado

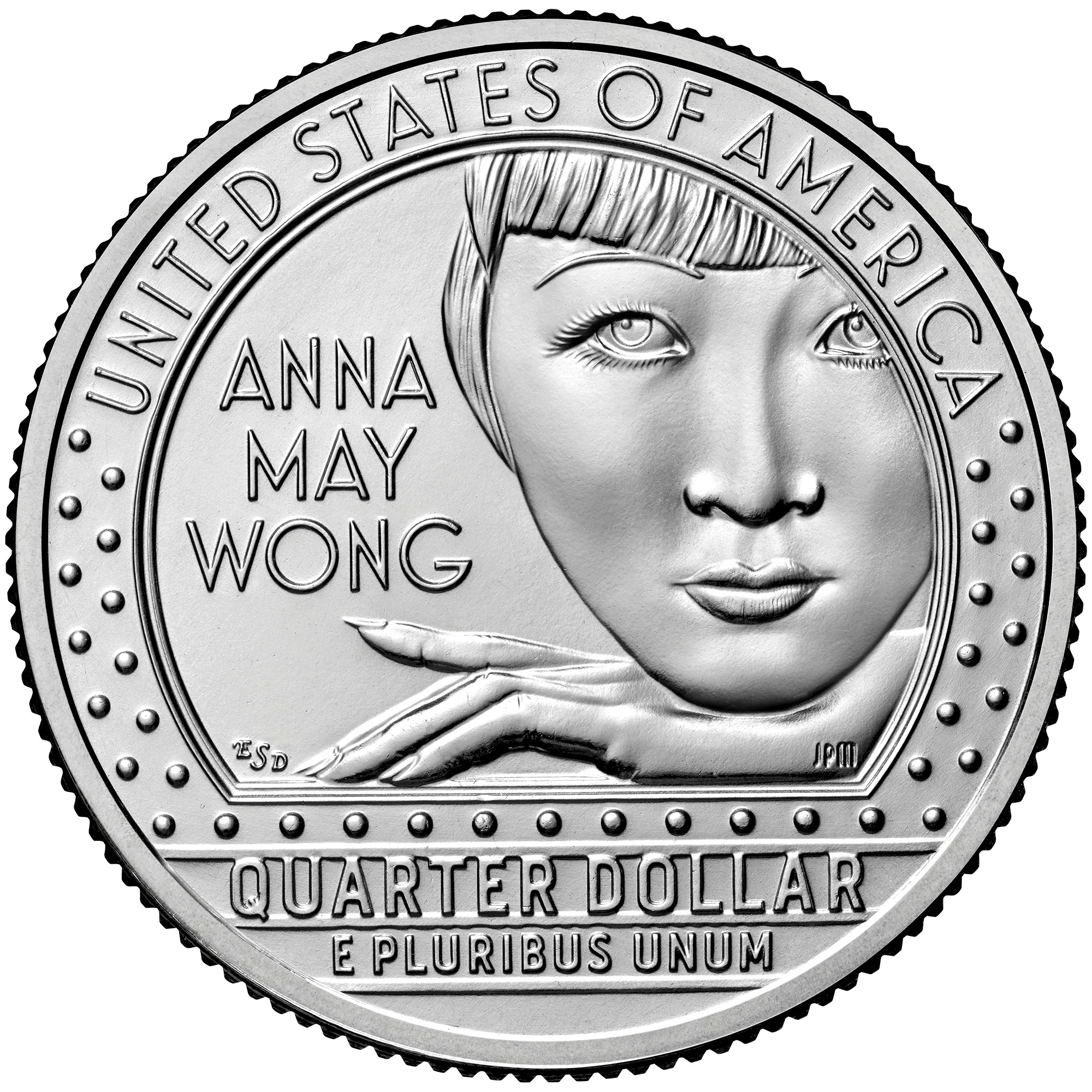
en 2022, la Casa de la Moneda de Estados Unidos emitió 468 millones de monedas de 25 centavos de Wong –, siendo la quinta de la serie American Women quarters.

La imagen y la carrera de Wong han dejado un notable legado. A través de sus películas, apariciones públicas y destacados reportajes en revistas, contribuyó a humanizar a los sinoestadounidenses ante el gran público estadounidense durante un periodo de intenso racismo y discriminación. La sociedad estadounidense consideraba a los chinos-estadounidenses siempre extranjeros, pero las películas y la imagen pública de Wong la convirtieron en ciudadana chino-estadounidense en una época en la que las leyes discriminaban la inmigración y la ciudadanía chinas. La imagen híbrida de Wong disipó la idea de que el Oriente y Occidente eran intrínsecamente diferentes.
Entre las películas de Wong, sólo Shanghai Express mantuvo la atención de la crítica en Estados Unidos en las décadas posteriores a su muerte. En Europa, y especialmente en Inglaterra, sus películas aparecieron ocasionalmente en festivales. Wong siguió siendo popular entre la comunidad gay, que la reivindicó como una de los suyos y para quienes su marginación por la corriente dominante se convirtió en un símbolo.Aunque las críticas nacionalistas chinas a sus representaciones de los estereotipos de "Dragon Lady" y "Butterfly" persistieron, fue olvidada en China. No obstante, la importancia del legado de Wong dentro de la comunidad cinematográfica asiático-estadounidense puede apreciarse en el Premio a la Excelencia Anna May Wong, que se concede anualmente en los Asian-American Arts Awards; el premio anual que concede el grupo Asian Fashion Designers también recibió el nombre de Wong en 1973.
La imagen de Wong permaneció como símbolo tanto en la literatura como en la película. En el poema de 1971 "The Death of Anna May Wong", Jessica Hagedorn consideró la carrera de Wong como la de un "glamour trágico" y retrató a la actriz como una "frágil presencia maternal, una mujer asiático-estadounidense que consiguió 'dar a luz', aunque de forma ambivalente, a las mujeres asiático-estadounidenses de la pantalla en la era del jazz". El personaje de Wong en Shanghai Express fue el tema del poema de John Yau de 1989  "No One Ever Tried to Kiss Anna May Wong", que interpreta la carrera de la actriz como una serie de romances trágicos. Sally Wen Mao escribió un libro titulado Oculus, publicado en 2019, con una serie de poemas personales en la voz de Anna May Wong. En la versión cinematográfica de 1993 protagonizada por David Cronenberg, inspirada en la obra de teatro de David Henry Hwang de 1986, M. Butterfly, la imagen de Wong se utilizó brevemente como símbolo de una "diva trágica". Su vida fue el tema de China Doll, The Imagined Life of an American Actress, una premiada obra ficticia escrita por Elizabeth Wong en 1995.
En 1995, el historiador cinematográfico Stephen Bourne comisarió una retrospectiva de las películas de Wong titulada A Touch of Class para el BFI Southbank.
Al acercarse el centenario del nacimiento de Wong, se reexaminó su vida y su carrera; aparecieron tres grandes obras sobre la actriz y se celebraron retrospectivas exhaustivas de sus películas tanto en el Museum of Modern Art como en el American Museum of the Moving Image en la ciudad de Nueva York. La biografía de Anthony Chan de 2003, Perpetually Cool: The Many Lives of Anna May Wong (1905-1961), fue la primera gran obra sobre Wong y fue escrita, según Chan, "desde una perspectiva y una sensibilidad exclusivamente asiático-estadounidenses". In 2004, El exhaustivo examen de la carrera de Wong realizado por Philip Leibfried y Chei Mi Lane, Anna May Wong: A Complete Guide to Her Film, Stage, Radio and Television Work fue publicada, así como una segunda biografía completa, Anna May Wong: From Laundryman's Daughter to Hollywood Legend, de Graham Russell Hodges. Aunque la vida, la carrera y el legado de Anna May Wong reflejan muchas cuestiones complejas que persisten décadas después de su muerte, Anthony Chan señala que su lugar en la historia del cine asiático-americano, como su primera estrella femenina, es permanente. Una biografía ilustrada para niños, Shining Star: The Anna May Wong Story, se publicó en 2009.
En 2016, el novelista Peter Ho Davies publicó The Fortunes, una saga de experiencias chino-estadounidenses centrada en cuatro personajes, uno de los cuales es una Anna May Wong ficcionalizada, imaginada desde su infancia hasta su muerte. En una conversación publicada en la edición de bolsillo de 2017, Davies describió su novela como una exploración de la búsqueda chino-estadounidense de autenticidad—una tercera forma de ser chino-estadounidense—con Anna May Wong representando un ejemplo icónico de esa lucha.
El 22 de enero de 2020, un Google Doodle conmemoró el 97th aniversario del estreno de The Toll of the Sea.
En 2020, la actriz Michelle Krusiec interpretó a Wong en la serie dramática de Ryan Murphy para Netflix, Hollywood. La serie limitada narra una ucronía de Hollywood en la década de 1940. También en 2020, la historia de su vida se contó en el documental de PBS Asian Americans.
En 2021, la Casa de Moneda de los Estados Unidos anunció que Wong sería una de las primeras mujeres representadas en el reverso de la moneda de 25 centavos como parte de la serie American Women quarters. Cuando las monedas de 25 centavos con su imagen entraron en circulación en 2022, Wong se convirtió en la primera estadounidense de origen asiático representada en una moneda estadounidense.
En la película de Damien Chazelle Babylon (2022), Li Jun Li interpretó a Lady Fay Zhu, un papel inspirado en Wong.
En 2023, Mattel lanzó una muñeca Barbie modelada en Wong en honor del Mes de la Herencia de los Asiáticos Estadounidenses y de las Islas del Pacífico.
Se está preparando una película biográfica de Working Title Films, en la que la actriz británica Gemma Chan interpretará a Wong.

## Filmografía parcial

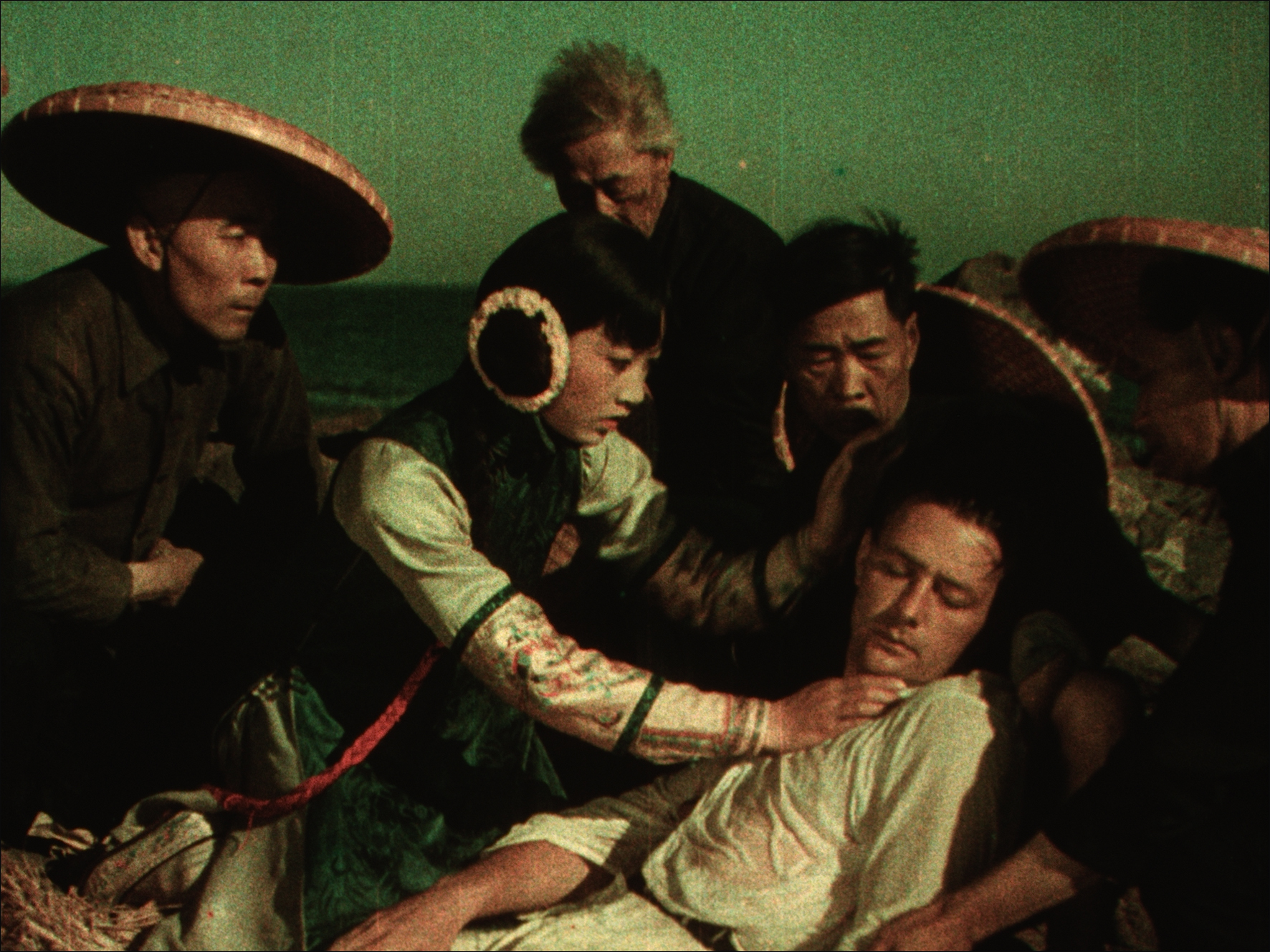
The Toll of the Sea - escena rescatada

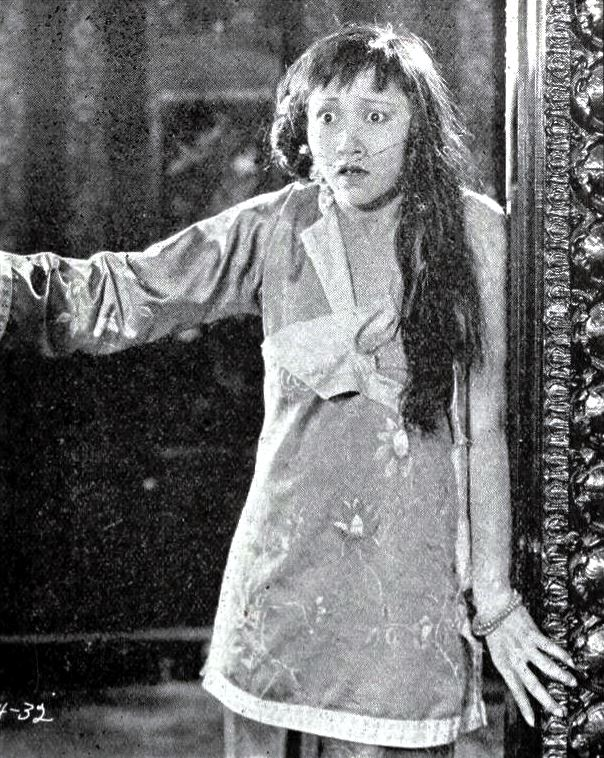
Fotograma de la película estadounidense de cine mudo Drifting (1923) con Anna May Wong

- The Red Lantern (1919) debut – sin acreditar
- Bits of Life (1921)
- The Toll of the Sea (1922) como Lotus Flower
- The Thief of Bagdad (1924) como una esclava mongola
- Peter Pan (1924) como Tigrilla
- A Trip to Chinatown (1926) como Ohati
- Old San Francisco (1927) como una flor en el oriente
- Pavement Butterfly (1929) como Mah
- Piccadilly (1929) como Shosho
- Elstree Calling (1930) como ella misma
- The Flame of Love (1930) como Haitang
- The Road to Dishonour (1930) como Hai-Tang
- Hai-Tang (1930) como Hai-Tang
- Daughter of the Dragon (1931) como Princess Ling Moy
- Shanghai Express (1932) como Hui Fei
- A Study in Scarlet (1933) como Mrs. Pyke
- Limehouse Blues (1934) as Tu Tuan
- Daughter of Shanghai (1937) como Lan Ying Lin
- When Were You Born (1938) como Mei Lee Ling
- Dangerous to Know (1938) como Lan Ying
- King of Chinatown (1939) como Dr. Mary Ling
- Island of Lost Men (1939) como Kim Ling
- Bombs Over Burma (1942) como Lin Ying
- Lady from Chungking (1942) como Kwan Mei
- Impact (1949) como Su Lin
- Portrait in Black (1960) como Tawny

### Citaciones
1. ↑  Chan 2003, p. xi.
2. ↑  Gan 1995, p. 83.
3. ↑  Wong, Brittany (12 de marzo de 2019). «8 Badass Asian-Americans We Can't Overlook This Woman's History Month». HuffPost. Consultado el 22 de abril de 2021.
4. ↑  Zia 1995, p. 415.
5. ↑  See Hodges, Graham Russell. Anna May Wong: From Laundryman's Daughter to Hollywood Legend (New York: Palgrave Macmillan, 2004), 44, 60–67, 148.
6. ↑  See the Production Code of the Motion Picture Producers and Distributors of America, Inc., 1930–1934, II, Item 6. No mention is made of miscegenation between whites and any race other than Black Americans.
7. ↑  Lim, Shirley Jennifer. Anna May Wong: Performing the Modern. (PA: Temple University Press, 2019).
8. ↑  Hodges, Graham Russell. Anna May Wong: From Laundryman's Daughter to Hollywood Legend (New York: Palgrave Macmillan, 2004), 44, 60–67, 148, 154.
9. ↑  Lim, Shirley J. (7 de marzo de 2022). «After Hollywood thwarted Anna May Wong, the actress took matters into her own hands». The Conversation.
10. ↑  UCLA Today, 2008.
11. ↑  Hodges , 2012, pp. 1, 5.
12. ↑  Corliss 29 de enero de 2005, p. 2.
13. ↑  Finch and Rosenkrantz 1979, p. 231.
14. 1 2  Hodges , 2012, p. 1.
15. ↑  Hodges , 2012, p. 6.
16. ↑  Chan 2003, p. 13.
17. ↑  Hodges , 2012, pp. 1, 7-8, 10.
18. ↑  Turner, 2018, p. 152.
19. ↑  Hodges , 2012, p. 5.
20. ↑  Hodges , 2012, pp. 13-14.
21. ↑  Hodges , 2012, p. 21.
22. 1 2  Wollstein 1999, p. 248.
23. ↑  Chan 2003, p. 31.
24. ↑  Hodges 2004, pp. 26–27.
25. ↑  Chan 2003, pp. 145-146.
26. ↑  Hodges 2004, p. 225.
27. ↑  Busch, Henry (22 de mayo de 2023). «Was the actor Anna May Wong a Christian Scientist?». Mary Baker Eddy Library.
28. ↑  Lim 2019, p. 51.
29. ↑  Hodges 2004, p. 41.
30. 1 2  Wollstein 1999, p. 249.
31. ↑  Gan 1995, p. 84.
32. ↑  Hodges 2004, p. 35.
33. ↑  Jacqui Palumbo (19 de octubre de 2022). «Groundbreaking movie star Anna May Wong to be first Asian American featured on US currency». CNN (en inglés). Consultado el 19 de octubre de 2022.
34. ↑  The Toll of the Sea (film review) 1 de diciembre de 1922.
35. ↑  The Toll of the Sea (film review) 27 de noviembre de 1922.
36. ↑  Anderson, Melissa (2-8 de marzo de 2006). «The Wong Show». TimeOut: New York (544). Consultado el 14 de marzo de 2008.
37. ↑  Parish 1976, pp. 532–533.
38. ↑  Hodges 2004, p. 58.
39. ↑  Hodges 2004, p. 49.
40. ↑  Vierra, Mark A. (2003). Hollywood Horror: From Gothic to Cosmic. Harry N. Abrams. p. 14. ISBN 978-0810945357.
41. ↑  Chan 2003, pp. 37, 139.
42. ↑  Chan 2003, pp. 37–38.
43. ↑  Leong 2005, pp. 181–182.
44. ↑  Hodges 2004, p. 64.
45. ↑  Claire Love; Jen Pollack; Alison Landsberg (2017), Silent Film Actresses and Their Most Popular Characters, National Women's History Museum.
46. ↑  Hodges 2004, pp. 45–46.
47. ↑  Bergfelder 2004, pp. 61–62.
48. ↑  Forty Winks (film review), 3 de febrero de 1925.
49. ↑  Wollstein 1999, p. 250.
50. 1 2 3 4  Sweet 2008.
51. ↑  Hodges 2004, p. 66.
52. ↑  Hodges, Graham Russell Gao (2004). Anna May Wong: From Laundryman's Daughter to Hollywood Legend (3rd edición). Chicago: Chicago Review Press Incorporated. p. 58. ISBN 978-1-64160-883-1.
53. ↑  Chan 2003, p. 185.
54. ↑  Liu 2000, p. 24.
55. ↑  Rohter, Larry (2010). «The Crimson City (1928)». Movies & TV Dept. The New York Times. Archivado desde el original el 10 de mayo de 2010.
56. ↑  Chan 2003, p. 42.
57. 1 2  Leong 2005, pp. 83, 187.
58. 1 2 3  Wollstein 1999, p. 252.
59. ↑  Parish 1976, p. 533.
60. ↑  Song (film review). 22 de agosto de 1928.
61. ↑  Parish 1976, p. 534.
62. ↑  Wollstein 1999, pp. 252, 253, 256.
63. ↑  Hodges 2004, p. 87.
64. ↑  Hodges 2004, p. 97.
65. ↑  Motion 1986, p. 161.
66. ↑  Hodges 2004, p. 92.
67. ↑  Piccadilly (film review) 24 de julio de 1929.
68. ↑  Chan 2003, pp. xiii, 213, 215, 219.
69. 1 2  Hsu 2004.
70. ↑  Corliss 29 de enero de 2005, pp. 1, 3.
71. ↑  Hodges 2004, p. 178.
72. ↑  Chan 2003, pp. 51–53.
73. ↑  Lim 2019, p. 56.
74. ↑  Hodges 2004, p. 187.
75. ↑  Lim 2019, p. 57.
76. ↑  Hodges 2004, p. 112.
77. 1 2 3  Chan 2003, p. 90.
78. 1 2  Hodges 2004, p. 155.
79. ↑  Hodges 2004, p. 148.
80. ↑  Lim 2019, pp. 116-117.
81. 1 2 3  Wollstein 1999, p. 253.
82. ↑  Lim 2019, p. 59.
83. ↑  Corliss 3 de febrero de 2005, p. 4.
84. ↑  Hodges 2004, p. 118.
85. ↑  Chan 2003, pp. 95–96.
86. ↑  Lim 2019, p. 58.
87. ↑  Chan 2003, p. 232.
88. ↑  Lim 2019, p. 60.
89. ↑  Leong 2005, p. 74.
90. ↑  Leong 2005, p. 75.
91. ↑  Mein Film 1932, p. 333. Cited in Hodges 2004, p. 125.
92. ↑  Chan 2003, p. 33.
93. ↑  Hodges 2004, p. 128.
94. ↑  Hodges 2004, pp. 127–128.
95. 1 2 3  Gan 1995, p. 89.
96. ↑  Hodges 2004, pp. 144, 217.
97. ↑  Hodges 2004, pp. 150, 155.
98. ↑  Leong 2005, pp. 75, 94.
99. ↑  Hodges 2004, pp. 150-151.
100. 1 2  Hodges 2004, p. 152.
101. ↑  Hodges 2004, p. 151.
102. ↑  Leong 2005, p. 76.
103. ↑  Chan 2003, p. 261.
104. ↑  Berry 2000, p. 111.
105. 1 2 3 4 5  Parish 1976, p. 536.
106. 1 2  Liu 2000, p. 29.
107. ↑  Liu 2000, pp. 28–29.
108. ↑  Chan 2003, p. 97.
109. ↑  Hodges 2004, pp. 159–160.
110. ↑  Chan 2003, p. 99.
111. ↑  Hodges 2004, p. 134.
112. ↑  Hodges 2004, pp. 165–167.
113. ↑  Chan 2003, pp. 122–123.
114. ↑  Hodges 2004, p. 168.
115. 1 2  Chan 2003, p. 280.
116. ↑  Lim 2019, pp. 47, 63, 67.
117. ↑  Leong 2005, p. 94.
118. ↑  Lim 2019, p. 66.
119. ↑  «Librarian of Congress Adds Home Movie, Silent Films and Hollywood Classics to Film Preservation List». Library of Congress. 27 de diciembre de 2006.
120. ↑  Leung, Louise (junio de 1938). «East Meets West». Hollywood Magazine. pp. 40, 55. «Quoted in Leong 2005, p. 94».
121. ↑  Crisler 1937.
122. ↑  Hodges 2004, p. 180.
123. ↑  Wollstein 1999, p. 256.
124. ↑  Crowther 1938.
125. ↑  Lim 2019, p. 47.
126. ↑  Nugent 1939.
127. ↑  Hodges 2004, p. 191.
128. ↑  «The Campbell Playhouse». Internet Archive. Consultado el 30 de julio de 2018.
129. 1 2 3  Corliss 29 de enero de 2005, p. 1.
130. ↑  Leong 2005, p. 95.
131. ↑  Hodges 2004, p. 203.
132. ↑  «Oriental stardust: Anna May Wong in White Australia».
133. ↑  «Anna May Wong's Lucky Shoes:1939 Australia through the eyes of an Art Deco Diva».
134. ↑  «MARY WONG HANGS SELF; Sister of Anna May Wong Ends Life in California (Published 1940)». The New York Times (en inglés). 26 de julio de 1940. Consultado el 23 de agosto de 2023.
135. ↑  Hodges , 2012, p. 182.
136. ↑  Anthony, Sharon, ed. (1989). «Camp Haan Papers Collection». Riverside Public Library.
137. 1 2  Leong 2005, p. 101.
138. ↑  «Motion Picture and Television Magazine». Ideal Publishers. noviembre de 1952. p. 33.
139. ↑  Finch and Rosenkrantz 1979, p. 156.
140. ↑  Parish 1976, p. 538.
141. ↑  Wollstein 1999, pp. 257–258.
142. 1 2  Chan 2003, p. 78.
143. ↑  Camhi 2004.
144. ↑  Chan 2003, p. 80.
145. ↑  Hodges 2004, pp. 216–217.
146. ↑  Hodges 2004, pp. 217–218.
147. ↑  Chan 2003, p. 124.
148. ↑  Chan 2003, pp. 81, 268.
149. ↑  Chung 2006, p. 26.
150. 1 2  «Who is Anna May Wong, the first Asian American on U.S. currency?». The Washington Post (en inglés estadounidense). ISSN 0190-8286. Consultado el 19 de octubre de 2022.
151. ↑  Negra 2001, p. 1.
152. ↑  Chan 2003, pp. 80–81.
153. ↑  Lim 2019, pp. 49–51.
154. 1 2  Hodges 2004, p. 232.
155. ↑  Hodges 2004, pp. 231–232.
156. ↑  Chan 2003, p. 276.
157. ↑  Liu 2000, p. 35.
158. ↑  Liu 2000, pp. 31–33.
159. ↑  Liu 2000, pp. 34–35.
160. ↑  «ACTF: The David Mark Cohen National Playwriting Award». Archivado desde el original el 12 de mayo de 2008. Consultado el 12 de mayo de 2008. Kennedy Center. Retrieved: March 8, 2010.
161. ↑  «UCSB Special Collections: California Ethnic and Multicultural Archives». Library.ucsb.edu. Archivado desde el original el 18 de junio de 2010. Consultado el 18 de junio de 2010.
162. ↑  Performing Race on Screen.
163. ↑  Chan 2003, p. xvii.
164. ↑  Chan 2003, p. 275.
165. ↑  Yoo, Paula (julio de 2008). Shining Star 'The Anna May Wong Story' 255 (29). illustrated by Lin Wang. Publishers Weekly. p. 125. Consultado el 26 de octubre de 2018.
166. ↑  Davies, Peter Ho (2017). The Fortunes: A Novel. Boston: Houghton Mifflin Harcourt (First Marine Books Edition). pp. 103–175, 272. ISBN 978-1328745484.
167. ↑  «Celebrating Anna May Wong». 22 de enero de 2020. Consultado el 22 de enero de 2020.
168. ↑  Holcombe, Madeline (22 de enero de 2020). «Google Doodle celebrates Anna May Wong nearly 100 years after her first leading role. Here's why she's in focus». CNN.
169. ↑  Soloski, Alexis (1 de mayo de 2020). «'Hollywood' Offers Alternate History, and Glimpses of a Real One». The New York Times (en inglés estadounidense). ISSN 0362-4331. Consultado el 2 de mayo de 2020.
170. ↑  Lopez, Kristen (12 de mayo de 2020). «'Asian Americans': PBS Documentary Compels Viewers to Honor and Remember». Indiewire.com. Consultado el 19 de mayo de 2020.
171. ↑  «American Women Quarters™ Program». United States Mint. 2 de agosto de 2021. Consultado el 19 de agosto de 2021.
172. ↑  «SF To Celebrate First Asian American on U.S. Money. Get This Landmark Coin Next Week». The San Francisco Standard. 4 de noviembre de 2022.
173. ↑  «United States Mint to Begin Shipping Fifth American Women Quarters™ Program Coins October 24». United States Mint.
174. ↑  «First Look: Brad Pitt and Margot Robbie Promise to Light Up 'Babylon'». Vanity Fair (en inglés estadounidense). 7 de septiembre de 2022. Consultado el 7 de septiembre de 2022.
175. ↑  Tang, Terry (1 de mayo de 2023). «Barbie unveils Anna May Wong doll for AAPI Heritage Month». AP News (en inglés). Archivado desde el original el 1 de mayo de 2023. Consultado el 20 de marzo de 2024.
176. ↑  Sun, Rebecca (24 de marzo de 2022). «Gemma Chan, Nina Yang Bongiovi Developing Anna May Wong Biopic With Working Title Films (Exclusive)». The Hollywood Reporter (en inglés estadounidense). Consultado el 13 de julio de 2022.